# ماهی خال‌دار
ماهی خال‌دار (انگلیسی: The Freckled Fish) یک فیلم کمدی صامت کوتاه آمریکایی است که در سال ۱۹۱۹ منتشر شد. از بازیگران این فیلم می‌توان به اولیور هاردی، ایوا نواک و چای هانگ اشاره کرد.